# Gregorio del Pilar (Ilocos Sur)
Gregorio del Pilar (in passato Concepcion) è una municipalità di quinta classe delle Filippine, situata nella provincia di Ilocos Sur, nella regione di Ilocos.
La municipalità ha preso l'attuale nome nel 1955 in onore del giovane generale Gregorio del Pilar, generale delle Forze Rivoluzionarie Filippine nella Rivoluzione filippina del 1896-1898 e nella Guerra filippino-americana del 1899-1902.
Gregorio del Pilar è formata da 7 baranggay:
- Alfonso (Tangaoan)
- Bussot
- Concepcion
- Dapdappig
- Matue-Butarag
- Poblacion Norte
- Poblacion Sur